# The Star Sisters
The Star Sisters was een Nederlandse meidengroep die zeer populair was gedurende de jaren 80. De groep werd bij wijze van grap opgericht in 1983 en bestond aanvankelijk uit Patricia Paay, Yvonne Keeley en hun moeder Alice Paay. Laatstgenoemde werd vervangen door Sylvana van Veen vanaf het moment dat de groep professionele vorm ging krijgen.
The Star Sisters waren onderdeel van een langlopend project van Jaap Eggermont, die voor Stars on 45 medleys samenstelde van oude sterren zoals de Andrews Sisters (aldus uitgevoerd door The Star Sisters) en The Beatles.
Hun eerste album, Tonight 20:00 hrs., komt uit in 1983. De single "Proudly presents the Starsisters" wordt een internationale hit, mede door de spectaculaire videoclip. We zien de Starsisters optreden bij een "Welcome Home" party voor soldaten die terugkomen van W.O. 2 en er gebeurt van alles. Na het succes met hun medley van de Andrews Sisters kwam in 1984 een tweede album uit, getiteld Hooray for Hollywood. Naast de titeltrack wordt ook A tribute to Marilyn Monroe op single uitgebracht.
De single Godzilla, een soundtrack voor de Japanse film The return of Godzilla uit 1984, werd een grote hit in Japan.
Na vermeende onenigheid besloot Van Veen de groep te verlaten; een opvolgster werd gevonden in de persoon van Ingrid Ferdinandusse. Vanaf dat moment is de muziek van The Star Sisters modern. Ze brengen in deze stijl hun eerste single Danger uit, afkomstig van het gelijknamige album uit 1985. Naast Danger brengen zij van dit album ook de singles He's the 1 (I love), Just another night (in New York City) en The duke of dance uit. Verder volgen er ook nog singles als Are you ready for my love waarop Paays ex-echtgenoot Adam Curry meerapt en de single Bad girls, een medley van verschillende disco-covers.
In 2007 kwamen The Star Sisters terug met een optreden in het RTL 4-programma Dancing with the Stars. Er verscheen eveneens en remix van hun Stars On 45-debuut.

## Discografie

### Albums
| Album met eventuele hitnotering(en) in de Nederlandse Album Top 100 | Datum van verschijnen | Datum van binnenkomst | Hoogste positie | Aantal weken | Opmerkingen |
| ------------------------------------------------------------------- | --------------------- | --------------------- | --------------- | ------------ | ----------- |
| Tonight 20:00 hrs.                                                  | 1983                  | 09-07-1983            | 2               | 16           |             |
| Hooray for Hollywood                                                | 1984                  | 30-06-1984            | 27              | 5            |             |
| Danger                                                              | 1985                  | 06-07-1985            | 44              | 6            |             |

### Singles
| Single met eventuele hitnotering(en) in de Nederlandse Top 40 | Datum van verschijnen | Datum van binnenkomst | Hoogste positie | Aantal weken | Opmerkingen                                                        |
| ------------------------------------------------------------- | --------------------- | --------------------- | --------------- | ------------ | ------------------------------------------------------------------ |
| Stars on 45 proudly presents The Star Sisters                 | 1983                  | 04-06-1983            | 1(5wk)          | 13           | #1 in de Nationale Hitparade / Hit van het jaar 1983 / Alarmschijf |
| Hooray for Hollywood                                          | 1984                  | 26-05-1984            | 22              | 6            | #18 in de Nationale Hitparade                                      |
| A tribute to Marilyn Monroe                                   | 1984                  | 15-09-1984            | tip12           | -            | #33 in de Nationale Hitparade                                      |
| Danger                                                        | 1985                  | 01-06-1985            | 24              | 8            | #25 in de Nationale Hitparade                                      |
| He's the 1 (I love)                                           | 1985                  | 17-08-1985            | tip8            | -            | #42 in de Nationale Hitparade                                      |
| The duke of dance                                             | 1985                  | 05-10-1985            | tip13           | -            |                                                                    |
| Just another night (in New York City)                         | 1986                  | 22-03-1986            | tip4            | -            | #49 in de Nationale Hitparade                                      |
| Are you ready for my love                                     | 1986                  | 09-08-1986            | tip11           | -            |                                                                    |
| Bad girls                                                     | 1986                  | -                     | tip11           | -            | #82 in de Nationale Hitparade                                      |
| Stars on 45 proudly presents The Star Sisters                 | 2007                  | -                     |                 |              | #87 in de Single Top 100, remix van de versie uit 1983             |

- International Standard Name Identifier: 0000 0001 0094 3656
- Library of Congress Control Number: no98021702
- MusicBrainz: 08a4cf87-8d34-4106-8dd2-0c74d335fda9
- Virtual International Authority File: 150243718